# Deadpool (film)
Deadpool – amerykański fantastycznonaukowy film akcji z 2016 roku na podstawie serii komiksów o antybohaterze o tej samej nazwie wydawnictwa Marvel Comics. Za reżyserię filmu odpowiadał Tim Miller na podstawie scenariusza Rhetta Reese’a i Paula Wernicka. Tytułową rolę zagrał Ryan Reynolds, a obok niego w głównych rolach wystąpili: Morena Baccarin, Ed Skrein, T.J. Miller, Gina Carano i Brianna Hildebrand.
Główny bohater filmu, Wade Wilson, ściga człowieka, który aktywował w nim zdolność szybkiej regeneracji, ale przy okazji go również oszpecił, a później chciał zabić.
Światowa premiera Deadpoola odbyła się 21 stycznia 2016 roku na Tajwanie. W Polsce film zadebiutował 12 lutego tego samego roku. Film zarobił ponad 780 milionów dolarów przy budżecie 58 milionów i otrzymał przeważnie pozytywne oceny od krytyków. Jest on ósmą produkcją wchodzącą w skład franczyzy uniwersum filmowego osadzonego w świecie X-Men i spin-offem filmu X-Men Geneza: Wolverine z 2009 roku. Ignoruje on jednak historię Wade’a Wilsona przedstawioną w tamtym filmie. Deadpool w 2018 roku doczekał się kontynuacji zatytułowanej Deadpool 2. W przygotowaniu była też trzecia część przygód bohatera oraz spin-off X-Force, jednak ponieważ prawa do postaci w 2019 roku wróciły do Marvel Studios, projekty te zostały anulowane. Na 2024 rok zapowiedziany został Deadpool & Wolverine z Reynoldsem w roli głównej jako część franczyzy Filmowego Uniwersum Marvela, pozbawioną odniesień do poprzednich dwóch filmów.

## Fabuła
Wade Wilson, zwolniony niehonorowo agent sił specjalnych, pracuje jako najemnik. Związuje się z Vanessą, prostytutką, która po roku przyjmuje jego oświadczyny. Wkrótce potem u Wilsona zostaje zdiagnozowany nieuleczalny nowotwór i postanawia zostawić Vanessę bez wyjaśnienia, aby nie musiała patrzeć, jak umiera.
Tajemniczy mężczyzna proponuje Wilsonowi eksperymentalne lekarstwo na raka. Zostaje zabrany do laboratorium, gdzie Ajax i Angel Dust wstrzykują mu serum zaprojektowane tak, by obudzić utajone, zmutowane geny. Wade jest poddawany torturom, aby wywołać mutację, jednak bez skutku. Kiedy odkrywa prawdziwe imię Ajaxa, zaczyna się z niego naśmiewać. Ajax postanawia zamknąć Wilsona w komorze hiperbarycznej, która powoduje u niego skrajne podduszenie, które w końcu aktywuje u Wilsona nadludzką zdolność regeneracji. Dzięki temu zostaje on wyleczony z nowotworu, ale za to jego skóra na całym ciele pokrywa się oszpecającymi bliznami przypominającymi oparzenia. Wydostaje się z komory i atakuje Ajaxa, który powstrzymuje go obiecując wyleczenie blizn. Ajax obezwładnia Wilsona i pozostawia go w płonącym laboratorium na śmierć.

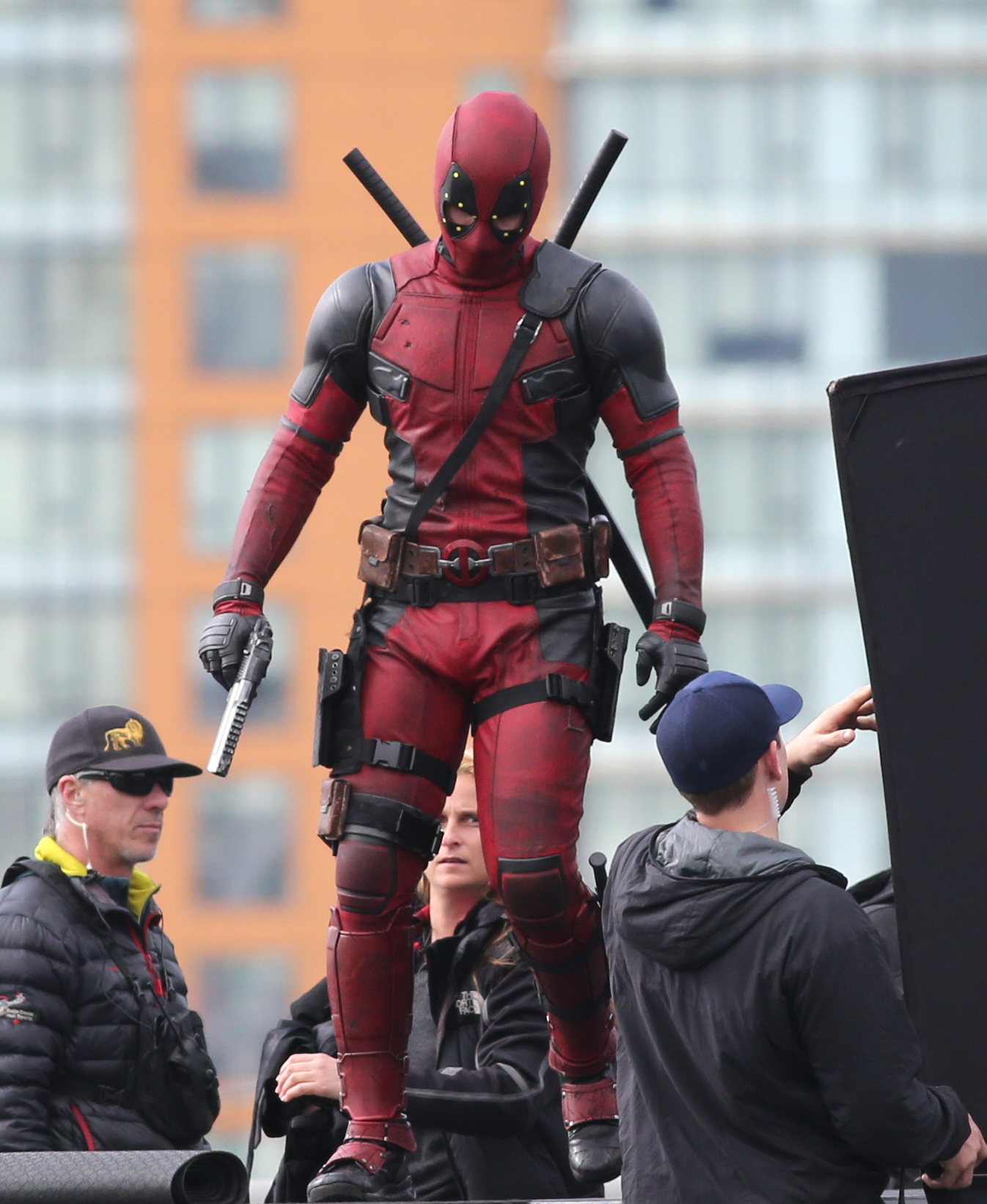
Kaskader Philip J. Silvera w kostiumie Deadpoola na planie w Vancouver

Wilsonowi udaje się przeżyć pożar i próbuje odnaleźć Vanessę. Postanawia nie ujawniać jej, że żyje ze względu na strach przed jej reakcją na jego wygląd. Po rozmowie ze swoim najlepszym przyjacielem Weaselem postanawia dopaść Ajaxa, aby uzyskać lekarstwo. Ukrywając twarz, przybiera imię „Deadpool” i wprowadza się do domu starszej i niewidomej kobiety imieniem Al. Odnajduje i morduje wielu ludzi Ajaxa, dopóki jeden z jego rekrutrów nie ujawnia miejsca pobytu szefa. Deadpool odnajduje Ajaxa i jego konwój na autostradzie. Zabija wszystkich jego ludzi oprócz Ajaxa i żąda od niego lekarstwa. Na drodze Wilsonowi staje członek X-Men, Colossus, i jego uczennica Negasonic Teenage Warhead. Colossus chce, aby Deadpool przestał zabijać i dołączył do X-Menów. Wykorzystując sytuację i rozproszoną uwagę Deadpoola, Ajax ucieka. Dociera do baru Weasela, gdzie dowiaduje się o Vanessie.
Ajax porywa Vanessę i zabiera ją do helicarriera na złomowisku. Deadpool przekonuje Colossusa i Negasonic, by mu pomogli. Walczą z Angel Dust i kilkoma żołnierzami, a Deadpool toruje sobie drogę do Ajaxa. Podczas walki Negasonic przypadkowo niszczy urządzenie stabilizujące helicarrier. Deadpool ochrania Vanessę przed zawalającym się statkiem, a Colossus zabiera w bezpieczne miejsce Negasonic i Angel Dust. Ajax ponownie atakuje Deadpoola, ale zostaje obezwładniony. Ujawnia, że nie ma lekarstwa i pomimo próśb Colossusa, Deadpool zabija go. Wilson obiecuje, że postara się być bardziej heroiczny w przyszłości. Vanessa jest zła na Wilsona, że ją zostawił, ale wybacza mu.

## Obsada
- Ryan Reynolds jako Wade Wilson / Deadpool, najemnik, który z powodu nowotworu poddaje się eksperymentalnemu programowi mutacyjnemu powodującemu regenerację, ale również oszpecenie[3].
- Morena Baccarin jako Vanessa, narzeczona Wade’a Wilsona i prostytutka[4].
- Ed Skrein jako Francis Freeman / Ajax, sztucznie zmutowany członek programu Weapon X, który posiada nadludzką wytrzymałość i zdolność do nieodczuwania bólu[5].
- T.J. Miller jako Jack Hammer / Weasel, przyjaciel Wilsona i właściciel baru, którego klientami są głównie najemnicy[6].
- Gina Carano jako Angel Dust, sztucznie zmutowany członek programu Weapon X, która posiada nadludzką wytrzymałość, szybkość i siłę[6].
- Brianna Hildebrand jako Negasonic Teenage Warhead, mutantka należąca do X-Men, która posiada zdolność generowania eksplozji wokół swego ciała[7][8].

W filmie występują również Stefan Kapičić jako Peter Rasputin / Colossus, mutant posiadający zdolność zamienienia swojego ciała w stal, członek X-Men; Karan Soni jako taksówkarz Dopinder; Leslie Uggams jako Blind Al, starsza i niewidoma kobieta, współlokatorka Deadpoola; Jed Rees jako rekruter programu Weapon X. W rolach cameo pojawili się: twórca komiksów X-Men, Stan Lee, jako DJ w klubie ze striptizem oraz współtwórca postaci Deadpoola, Rob Liefeld, jako bywalec klubu Weasela.

## Produkcja

### Rozwój projektu

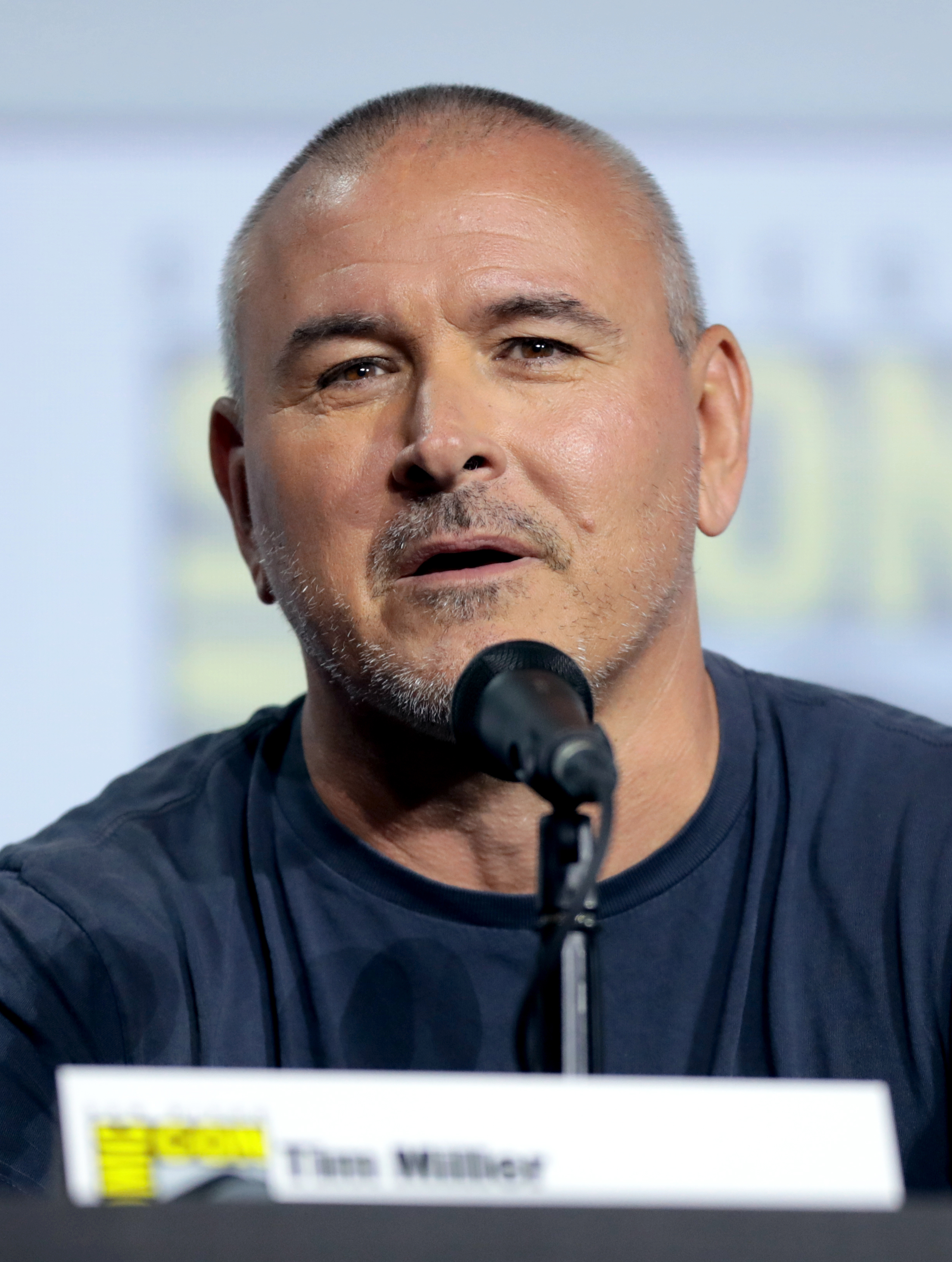
Tim Miller, reżyser filmu

W maju 2009 roku 20th Century Fox zapowiedziało produkcję Deadpoola jako spin-off filmu X-Men Geneza: Wolverine. Jednakże producentka serii, Lauren Shuler Donner, zignorowała przedstawioną w tym filmie genezę bohatera i zdecydowała się opowiedzieć jego losy od nowa. W styczniu 2010 roku Rhett Reese i Paul Wernick zostali zatrudnieni do napisania scenariusza, a w kwietniu Tim Miller otrzymał stanowisko reżysera. We wrześniu 2014 roku studio wyznaczyło amerykańską datę premiery na 12 lutego 2016 roku. W październiku producent, Simon Kinberg, potwierdził, że film będzie częścią serii filmów X-Men.

### Casting

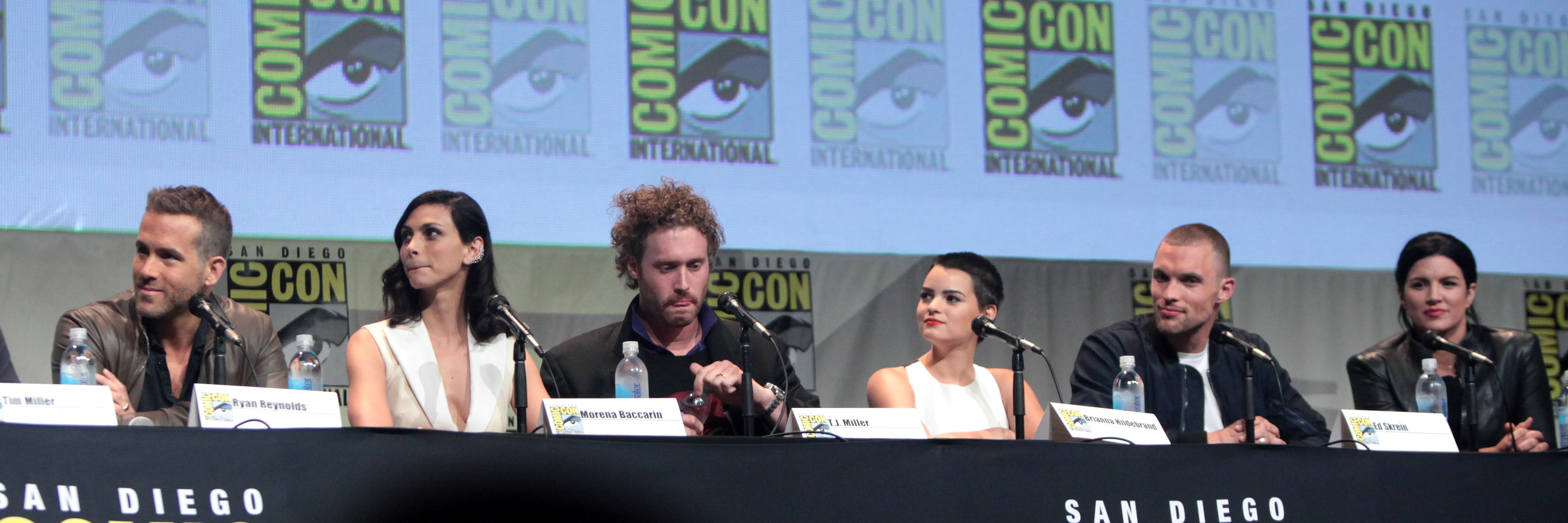
Obsada podczas San Diego Comic-Conu w 2015 roku

W lutym 2008 roku Ryan Reynolds został obsadzony w roli Wade’a Wilsona w filmie X-Men Geneza: Wolverine. W grudniu 2014 roku poinformowano, że podpisał on kontrakt ze studiem dotyczący zagrania tytułowej roli w solowej produkcji o Deadpoolu.
W lutym 2015 roku podano, że Gina Carano dołączyła do obsady jako Angel Dust, T.J. Miller jako Weasel i Morena Baccarin jako Copycat oraz że w filmie pojawi się Colossus, jednak nie zagra go ponownie Daniel Cudmore. W marcu poinformowano, że do obsady dołączyła Brianna Hildebrand jako Negasonic Teenage Warhead, a w kwietniu potwierdzono, że Ed Skrein wystąpi w filmie jako Ajax. W lipcu 2015 roku poinformowano, że Leslie Uggams zagra Blind Al. W grudniu 2015 roku poinformowano, że Colossusa zagra Stefan Kapičić.

### Zdjęcia i postprodukcja
Zdjęcia do filmu rozpoczęły się 23 marca 2015 roku w Vancouver pod roboczym tytułem Wham!. Prace na planie zakończyły się 29 maja tego samego roku. Za zdjęcia odpowiadał Ken Seng, scenografią zajął się Sean Haworth, a kostiumy zaprojektował Angus Strathie.
Montażem zajął się Julian Clarke. Efekty specjalne przygotowały studia: Digital Domain, Atomic Fiction, Weta Digital, Rodeo FX i Luma Pictures, a odpowiadali za nie Alex Burdett, Jonathan Rothbart i Annemarie Griggs.

## Muzyka
W październiku 2015 roku poinformowano, że Tom Holkenborg skomponuje muzykę do filmu. Holkenborg wykorzystał syntezatory spopularyzowane w latach osiemdziesiątych. Album Deadpool (Original Motion Picture Soundtrack) został wydany 4 marca 2016 roku przez Milan Records. 6 maja wydano drugą część ścieżki dźwiękowej, zatytułowaną Deadpool Reloaded: More Music From the Motion Picture.
| Deadpool (Original Motion Picture Soundtrack) – 2016 | Deadpool (Original Motion Picture Soundtrack) – 2016 | Deadpool (Original Motion Picture Soundtrack) – 2016 | Deadpool (Original Motion Picture Soundtrack) – 2016 | Deadpool (Original Motion Picture Soundtrack) – 2016 |
| Nr                                                   | Tytuł utworu                                         | Autor                                                | Wykonawca                                            | Długość                                              |
| ---------------------------------------------------- | ---------------------------------------------------- | ---------------------------------------------------- | ---------------------------------------------------- | ---------------------------------------------------- |
| 1.                                                   | „Angel of the Morning”                               |                                                      | Juice Newton                                         | 4:12                                                 |
| 2.                                                   | „Maximum Effort”                                     | T. Holkenborg                                        |                                                      | 2:08                                                 |
| 3.                                                   | „Small Disruption”                                   | T. Holkenborg                                        |                                                      | 1:12                                                 |
| 4.                                                   | „Shoop”                                              |                                                      | Salt-n-Pepa                                          | 4:08                                                 |
| 5.                                                   | „Twelve Bullets”                                     | T. Holkenborg                                        |                                                      | 2:50                                                 |
| 6.                                                   | „Man in a Red Suit”                                  | T. Holkenborg                                        |                                                      | 2:20                                                 |
| 7.                                                   | „Liam Neeson Nightmares”                             | T. Holkenborg                                        |                                                      | 1:56                                                 |
| 8.                                                   | „Calendar Girl”                                      |                                                      | Neil Sedaka                                          | 2:37                                                 |
| 9.                                                   | „The Punch Bowl”                                     | T. Holkenborg                                        |                                                      | 5:55                                                 |
| 10.                                                  | „Back to Life”                                       | T. Holkenborg                                        |                                                      | 2:12                                                 |
| 11.                                                  | „Every Time I See Her”                               | T. Holkenborg                                        |                                                      | 0:54                                                 |
| 12.                                                  | „Deadpool Rap”                                       | T. Holkenborg                                        | TeamHeadKick                                         | 3:25                                                 |
| 13.                                                  | „Easy Angel”                                         | T. Holkenborg                                        |                                                      | 2:31                                                 |
| 14.                                                  | „Scrap Yard”                                         | T. Holkenborg                                        |                                                      | 1:02                                                 |
| 15.                                                  | „This Place Looks Sanitary”                          | T. Holkenborg                                        |                                                      | 6:50                                                 |
| 16.                                                  | „Watership Down”                                     | T. Holkenborg                                        |                                                      | 4:10                                                 |
| 17.                                                  | „X Gon’ Give It to Ya”                               |                                                      | DMX                                                  | 3:37                                                 |
| 18.                                                  | „Going Commando”                                     | T. Holkenborg                                        |                                                      | 3:46                                                 |
| 19.                                                  | „Let’s Try to Kill Each Other”                       | T. Holkenborg                                        |                                                      | 1:00                                                 |
| 20.                                                  | „Stupider When You Say It”                           | T. Holkenborg                                        |                                                      | 2:24                                                 |
| 21.                                                  | „Four or Five Moments”                               | T. Holkenborg                                        |                                                      | 0:54                                                 |
| 22.                                                  | „A Face I Would Sit On”                              | T. Holkenborg                                        |                                                      | 3:07                                                 |
| 23.                                                  | „Careless Whisper”                                   |                                                      | George Michael                                       | 5:02                                                 |
|                                                      |                                                      |                                                      |                                                      | 1:08:12                                              |

| Deadpool Reloaded: More Music From the Motion Picture – 2016 | Deadpool Reloaded: More Music From the Motion Picture – 2016 | Deadpool Reloaded: More Music From the Motion Picture – 2016 | Deadpool Reloaded: More Music From the Motion Picture – 2016 |
| Nr                                                           | Tytuł utworu                                                 | Wykonawca                                                    | Długość                                                      |
| ------------------------------------------------------------ | ------------------------------------------------------------ | ------------------------------------------------------------ | ------------------------------------------------------------ |
| 1.                                                           | „Merc With a Mouth”                                          | Teamheadkick                                                 | 03:47                                                        |
| 2.                                                           | „Fear the T-Rex”                                             | Teamheadkick                                                 | 02:55                                                        |
| 3.                                                           | „Because I Want To”                                          | Teamheadkick                                                 | 01:00                                                        |
| 4.                                                           | „Mister Sandman”                                             | The Chordettes                                               | 02:22                                                        |
| 5.                                                           | „Same Mistakes”                                              | Teamheadkick                                                 | 01:26                                                        |
| 6.                                                           | „The Boys Are Back”                                          | Teamheadkick                                                 | 02:45                                                        |
| 7.                                                           | „Maximum Effort [Night Club Remix]”                          | Teamheadkick                                                 | 03:16                                                        |
| 8.                                                           | „Twelve Bullets [El Huervo Remix]”                           | Teamheadkick                                                 | 06:17                                                        |
| 9.                                                           | „You're the Inspiration”                                     | Chicago                                                      | 03:53                                                        |
| 10.                                                          | „Deadpool Rap [Brown Pants EDM Mix]”                         | Teamheadkick                                                 | 03:14                                                        |
| 11.                                                          | „Twelve Bullets [Kreng Remix]”                               | Teamheadkick                                                 | 04:42                                                        |
| 12.                                                          | „Deadpool Rap [Acoustic Version]”                            | Teamheadkick                                                 | 03:55                                                        |
|                                                              |                                                              |                                                              | 39:32                                                        |

## Wydanie
Światowa premiera filmu Deadpool odbyła się 21 stycznia 2016 roku w Tajpej na Tajwanie, natomiast europejska – 8 lutego tego samego roku w Grand Rex w Paryżu. Podczas obu wydarzeń pojawiła się obsada i ekipa filmowa, zaproszeni zostali też specjalni goście. Dla szerszej publiczności zarówno w Stanach Zjednoczonych, jak i w Polsce film zadebiutował 12 lutego tego samego roku.
Film został wydany cyfrowo 26 kwietnia 2016 roku, a 10 maja fizycznie na DVD i Blu-ray w Stanach Zjednoczonych. W Polsce film został wydany na obu nośnikach 20 sierpnia tego samego roku.

## Odbiór

### Box office
Film przy budżecie 58 milionów dolarów zarobił w weekend otwarcia na świecie w granicach 265 milionów, z czego w Stanach Zjednoczonych i Kanadzie uzyskał 132 miliony. Łącznie w Ameryce przychody z kin wyniosły ponad 363 miliony, a na świecie ponad 780 milionów. W Polsce podczas weekendu otwarcia film zarobił 1,15 miliona dolarów, a w sumie prawie 3,7 miliona.

### Krytyka w mediach
Film spotkał się z pozytywną reakcją krytyków. W serwisie Rotten Tomatoes 85% z 349 recenzji uznano za pozytywne, a średnia ocen wystawionych na ich podstawie wyniosła 7,1/10. Na portalu Metacritic średnia ważona ocen z 49 recenzji wyniosła 65 punktów na 100. Natomiast według serwisu CinemaScore, zajmującego się mierzeniem atrakcyjności filmów w Stanach Zjednoczonych, publiczność przyznała mu ocenę A w skali od F do A+.
Michael O’Sullivan z „The Washington Post” przyznał ocenę 3,5 na 4 i powiedział o filmie, że „to nienasycenie samoświadoma komedia”, jednak podkreślił, że Deadpool jest „rażąco wulgarny i pełen wyraźnie perwersyjnej, często krwawej przemocy – w tym scena, w której tytułowy bohater, zakuty w kajdanki i cierpiący z powodu rany postrzałowej w swoich czerwonych spandexowych spodniach, odcina sobie rękę kataną”. Peter Bradshaw z „The Guardian” ocenił film na 4 na 5 i napisał, że „Deadpool ocieka ironią, brzęcząc i kłując popkulturowymi gagami”. Peter Travers z „Rolling Stone” przyznał ocenę 3 na 4 i ocenił, że „w Deadpoolu jest dużo sapania i sapania, ale jedynym, który może zniweczyć twój opór przed kolejnym pochrzanionym mieszkańcem uniwersum Marvela, jest Ryan Reynolds (...) Reynolds świetnie się bawi grając Wade’a Wilsona”.
Krzysztof Pielaszek z IGN Polska stwierdził, że „już same napisy początkowe nastrajają bardzo pozytywnie do seansu. Idealnie wprowadzają do klimatu produkcji, a ilość żartów w nich zawarta starczyłaby na co najmniej jeden odcinek popularnego sitcomu”. Kamil Śmiałkowski z portalu NaEkranie napisał, że „Deadpool to idealny film dla komiksowych fanów. Nie dość, że dobry sam w sobie, to jeszcze przez cały seans masz wrażenie, że obok siedzi kumpel, który zabawnie i dosadnie komentuje to, co oglądacie”. Łukasz Muszyński z serwisu Filmweb ocenił, że: „choć film jest  prześmiewczy, znalazło się w nim miejsce na autentycznie wzruszającą opowieść o uczuciu pary wyrzutków. Na walentynki jak znalazł”.

### Nagrody i nominacje
| Rok  | Ceremonia                                         | Kategoria                                                           | Nominowani                                         | Rezultat  | Przypis       |
| ---- | ------------------------------------------------- | ------------------------------------------------------------------- | -------------------------------------------------- | --------- | ------------- |
| 2016 | MTV Movie Awards                                  | Najlepsza rola komediowa                                            | Ryan Reynolds                                      | Wygrana   | [ 46 ]        |
| 2016 | MTV Movie Awards                                  | Najlepsza scena walki                                               | Ed Skrein, Ryan Reynolds                           | Wygrana   | [ 46 ]        |
| 2016 | MTV Movie Awards                                  | Najlepszy film                                                      | Deadpool                                           | Nominacja | [ 46 ]        |
| 2016 | MTV Movie Awards                                  | Najlepsza aktorka                                                   | Morena Baccarin                                    | Nominacja | [ 46 ]        |
| 2016 | MTV Movie Awards                                  | Najlepszy aktor                                                     | Ryan Reynolds                                      | Nominacja | [ 46 ]        |
| 2016 | MTV Movie Awards                                  | Najlepsza rola w filmie akcji                                       | Ryan Reynolds                                      | Nominacja | [ 46 ]        |
| 2016 | MTV Movie Awards                                  | Najlepszy czarny charakter                                          | Ed Skrein                                          | Nominacja | [ 46 ]        |
| 2016 | MTV Movie Awards                                  | Najlepszy pocałunek                                                 | Morena Baccarin, Ryan Reynolds                     | Nominacja | [ 46 ]        |
| 2016 | Teen Choice Awards                                | Ulubiony film akcji / przygodowy                                    | Deadpool                                           | Wygrana   | [ 47 ] [ 48 ] |
| 2016 | Teen Choice Awards                                | Najlepszy filmowy wybuch złości                                     | Ryan Reynolds                                      | Wygrana   | [ 47 ] [ 48 ] |
| 2016 | Teen Choice Awards                                | Ulubiona czarny charakter                                           | Ed Skrein                                          | Nominacja | [ 47 ] [ 48 ] |
| 2016 | Teen Choice Awards                                | Przełomowa rola kinowa                                              | Brianna Hildebrand                                 | Nominacja | [ 47 ] [ 48 ] |
| 2016 | Teen Choice Awards                                | Ulubiona aktorka filmu akcji / filmu przygodowego                   | Morena Baccarin                                    | Nominacja | [ 47 ] [ 48 ] |
| 2016 | Teen Choice Awards                                | Ulubiony aktor filmu akcji / filmu przygodowego                     | Ryan Reynolds                                      | Nominacja | [ 47 ] [ 48 ] |
| 2016 | Critics’ Choice Movie Awards                      | Najlepszy film akcji                                                | Deadpool                                           | Nominacja | [ 49 ]        |
| 2016 | Critics’ Choice Movie Awards                      | Najlepszy aktor w filmie akcji                                      | Ryan Reynolds                                      | Nominacja | [ 49 ]        |
| 2016 | Critics’ Choice Movie Awards                      | Najlepsza komedia                                                   | Deadpool                                           | Wygrana   | [ 49 ]        |
| 2016 | Critics’ Choice Movie Awards                      | Najlepszy aktor w komedii                                           | Ryan Reynolds                                      | Wygrana   | [ 49 ]        |
| 2016 | Golden Schmoes Awards                             | Ulubiony film                                                       | Deadpool                                           | Wygrana   | [ 50 ]        |
| 2016 | Golden Schmoes Awards                             | Najlepszy scenariusz                                                | Deadpool                                           | Wygrana   | [ 50 ]        |
| 2016 | Golden Schmoes Awards                             | Najbardziej przereklamowany film                                    | Deadpool                                           | Nominacja | [ 50 ]        |
| 2016 | Golden Schmoes Awards                             | Najlepsza komedia                                                   | Deadpool                                           | Wygrana   | [ 50 ]        |
| 2016 | Golden Schmoes Awards                             | Największa niespodzianka                                            | Deadpool                                           | Wygrana   | [ 50 ]        |
| 2016 | Golden Schmoes Awards                             | Najlepszy aktor                                                     | Ryan Reynolds                                      | Wygrana   | [ 50 ]        |
| 2016 | Golden Schmoes Awards                             | Najfajniejsza postać                                                | Ryan Reynolds jako Deadpool                        | Wygrana   | [ 50 ]        |
| 2016 | Golden Schmoes Awards                             | Najlepsza muzyka                                                    | Deadpool                                           | Nominacja | [ 50 ]        |
| 2016 | Golden Schmoes Awards                             | Najlepszy plakat filmowy                                            | Deadpool                                           | Nominacja | [ 50 ]        |
| 2016 | Golden Schmoes Awards                             | Najlepszy zwiastun                                                  | Deadpool                                           | Nominacja | [ 50 ]        |
| 2016 | Golden Schmoes Awards                             | Najlepsze wydanie Blu-ray                                           | Deadpool                                           | Nominacja | [ 50 ]        |
| 2016 | Golden Schmoes Awards                             | Najlepsza scena akcji                                               | Deadpool                                           | Nominacja | [ 50 ]        |
| 2016 | Golden Schmoes Awards                             | Najlepsza scena zapadająca w pamięć                                 | Deadpool                                           | Nominacja | [ 50 ]        |
| 2016 | Golden Schmoes Awards                             | Najlepsze T&A                                                       | Morena Baccarin                                    | Nominacja | [ 50 ]        |
| 2016 | San Diego Film Critics Society Awards             | Najlepszy aktor w komedii                                           | Ryan Reynolds                                      | Nominacja | [ 51 ]        |
| 2016 | Satellite Awards                                  | Najlepsze efekty specjalne                                          | Deadpool                                           | Nominacja | [ 52 ]        |
| 2016 | Satellite Awards                                  | Najlepsze wydanie Blu-ray                                           | Deadpool                                           | Nominacja | [ 52 ]        |
| 2016 | St. Louis Gateway Film Critics Association Awards | Najlepszy film akcji                                                | Deadpool                                           | Nominacja | [ 53 ]        |
| 2016 | St. Louis Gateway Film Critics Association Awards | Najlepsza komedia                                                   | Deadpool                                           | Nominacja | [ 53 ]        |
| 2016 | St. Louis Gateway Film Critics Association Awards | Najlepsza scena                                                     | Deadpool                                           | Nominacja | [ 53 ]        |
| 2017 | Złote Globy                                       | Najlepsza komedia lub musical                                       | Deadpool                                           | Nominacja | [ 54 ]        |
| 2017 | Złote Globy                                       | Najlepszy aktor w komedii lub musicalu                              | Ryan Reynolds                                      | Nominacja | [ 54 ]        |
| 2017 | People’s Choice Awards                            | Ulubiony film                                                       | Deadpool                                           | Nominacja | [ 55 ]        |
| 2017 | People’s Choice Awards                            | Ulubiony film akcji                                                 | Deadpool                                           | Wygrana   | [ 55 ]        |
| 2017 | People’s Choice Awards                            | Ulubiony aktor filmowy                                              | Ryan Reynolds                                      | Wygrana   | [ 55 ]        |
| 2017 | People’s Choice Awards                            | Ulubiony aktor w filmie akcji                                       | Ryan Reynolds                                      | Nominacja | [ 55 ]        |
| 2017 | Amerykańska Gildia Producentów Filmowych          | Nagroda im. Darryla F. Zanucka dla najlepszego producenta filmowego | Lauren Shuler Donner, Ryan Reynolds, Simon Kinberg | Nominacja | [ 56 ]        |
| 2017 | Amerykańska Gildia Reżyserów Filmowych            | Najlepsze osiągnięcie reżyserskie w pierwszym filmie fabularnym     | Tim Miller                                         | Nominacja | [ 57 ]        |
| 2017 | Amerykańska Gildia Scenarzystów                   | Najlepszy scenariusz adaptowany                                     | Paul Wernick, Rhett Reese                          | Nominacja | [ 58 ]        |
| 2017 | Amerykańskie Stowarzyszenie Montażystów           | Najlepszy montaż komedii                                            | Julian Clarke                                      | Nominacja | [ 59 ]        |
| 2017 | Hugo Awards                                       | Najlepsza prezentacja dramatyczna (długa forma)                     | Paul Wernick, Rhett Reese, Tim Miller              | Nominacja | [ 60 ]        |
| 2017 | Empire Awards                                     | Najlepszy film                                                      | Deadpool                                           | Nominacja | [ 61 ]        |
| 2017 | Empire Awards                                     | Najlepsza komedia                                                   | Deadpool                                           | Nominacja | [ 61 ]        |
| 2017 | Empire Awards                                     | Najlepszy scenariusz                                                | Paul Wernick, Rhett Reese                          | Wygrana   | [ 61 ]        |
| 2017 | Empire Awards                                     | Najlepszy aktor                                                     | Ryan Reynolds                                      | Nominacja | [ 61 ]        |
| 2017 | Empire Awards                                     | Najlepsze kostiumy                                                  | Angus Strathie                                     | Nominacja | [ 61 ]        |
| 2017 | Saturn Awards                                     | Najlepsza adaptacja komiksu                                         | Deadpool                                           | Nominacja | [ 62 ]        |
| 2017 | Saturn Awards                                     | Najlepszy scenariusz                                                | Paul Wernick, Rhett Reese                          | Nominacja | [ 62 ]        |
| 2017 | Saturn Awards                                     | Najlepszy aktor                                                     | Ryan Reynolds                                      | Wygrana   | [ 62 ]        |

## Kontynuacja, anulowany spin-off i reboot Filmowego Uniwersum Marvela
We wrześniu 2015 roku poinformowano, że 20th Century Fox planuje sequel. Scenariusz ponownie napisali Rhett Reese i Paul Wernick, a reżyserią zajął się David Leitch. Główne role powtórzyli Ryan Reynolds, Morena Baccarin, T.J. Miller i Brianna Hildebrand, a dołączyli do nich: Josh Brolin, Julian Dennison, Zazie Beetz i Jack Kesy. Deadpool 2 miał premierę w 2018 roku.
W listopadzie 2016 roku, podczas prac nad sequelem, studio zaczęło planować jego kolejną część. Studio również brało pod uwagę nowego reżysera, a Reynolds miał powrócić w tytułowej roli. Po premierze sequela ujawniono, że trwają prace również nad jego spin-offem, X-Force.
W 2019 roku The Walt Disney Company sfinalizował transakcję zakupu 21st Century Fox, wskutek czego wszystkie filmy studia związane z franczyzą filmową o X-Menach zostały anulowane, włączając w to X-Force i dotychczasową wersję Deadpool 3, a Marvel Studios przejęło kontrolę nad postaciami. Prezes Disneya, Robert Iger, poinformował, że postać zostanie włączona do Filmowego Uniwersum Marvela. W październiku 2019 roku Reese i Wernick poinformowali, że scenariusz jest gotowy i czekają na jego zatwierdzenie. W grudniu Reynolds potwierdził, że w Marvel Studios trwają prace nad kolejnym filmem o Deadpoolu z nim w roli głównej. W listopadzie 2020 roku Wendy Molyneux i Lizzie Molyneux-Logelin zostały zatrudnione do napisania scenariusza. W marcu 2022 roku poinformowano, że Shawn Levy został zatrudniony na stanowisko reżysera oraz że Reese i Wernick ponownie zajęli się scenariuszem. Pod koniec września zapowiedziano, że Deadpool & Wolverine zadebiutuje w 2024 roku oraz że obok Reynoldsa zagra Hugh Jackman jako Wolverine.